# Maximos IV Saigh
Maximos IV Saigh, M.S.P. (Arabisch: مكسيموس الرابع الصائغ) (de achternaam wordt ook geschreven als Saïgh, Saygh, Sayegh) (Aleppo, 10 april 1878 - Beiroet, 5 november 1967) was een patriarch van Antiochië en geestelijk leider van de Melkitische Grieks-katholieke Kerk en een kardinaal van de Katholieke Kerk.
Maximos IV Saigh werd geboren als Amine Rizkallah Saigh. Hij was de zoon van Rizkallah Saigh en Catherine Turkmani. Zijn opleiding ontving hij aan het bisschoppelijk seminarie van St. Anna in Jeruzalem. Na de afronding van zijn studie werd hij in 1903 docent Arabische literatuur aan dit seminarie, en in 1905 hoogleraar.
In 1905 trad Saigh in in de orde der Paulisten. Op 17 september 1905 werd hij tot priester gewijd. In 1908 verliet hij het seminarie en keerde terug bij zijn orde, waarvan hij in 1912 generaal-overste werd.
In 1919 werd Saigh benoemd tot aartsbisschop van Tyrus. Zijn bisschopswijding vond plaats op 30 augustus 1919. In 1933 werd hij aartsbisschop van Beiroet–Gibail.   
Op 30 oktober 1947 werd Saigh door de bisschoppelijke synode van de Melkitische Grieks-katholieke Kerk gekozen tot patriarch van Antiochië, als opvolger van Cyril IX Moghabghab die kort daarvoor was overleden. Saigh koos als patriarchale naam Maximos. De keus van de synode werd op 21 juni 1948 bevestigd door paus Pius XII.
Maximos IV Saigh nam deel aan het Tweede Vaticaans Concilie, waar hij met passie het gebruik van de landstaal in liturgische diensten bepleitte, ten koste van het gebruik van Latijn.
Maximos IV Saigh weigerde drie keer een kardinaalsbenoeming, omdat hij van mening was dat de acceptatie van een kardinaalschap door een patriarch gelijk zou staan aan verraad. Nadat paus Paulus VI op 11 februari 1965 het motu proprio Ad purpuratorum patrum collegium had gepubliceerd - waarin de status van tot kardinaal benoemde Oosters-katholieke patriarchen nader werd geregeld - veranderde hij van mening. Tijdens het consistorie van 22 februari 1965 werd Maximos IV Saigh alsnog kardinaal gecreëerd. Hij kreeg - zoals vanaf dat moment gebruikelijk zou worden voor Oosters-katholieke patriarchen - de rang van kardinaal-bisschop zonder toekenning van een suburbicair bisdom.
- Bibliothèque nationale de France: cb115790928 (data)
- Gemeinsame Normdatei: 129040479
- International Standard Name Identifier: 0000 0001 1055 9973
- Library of Congress Control Number: no2009078345
- Nederlandse Thesaurus van Auteursnamen: 072713534
- Réseau des bibliothèques de Suisse occidentale: 02-A003575972
- Système universitaire de documentation: 035115211
- Virtual International Authority File: 37987331
- WorldCat: E39PBJrWDvrxXKjpjcfRFq3JDq